# Saturnin Allagbé
Owolabi Franck Saturnin Allagbé Kassifa (Región de Assaba, Mauritania, 22 de noviembre de 1993), más conocido como Saturnin Allagbé, es un futbolista beninés que juega de portero en el F. C. Chauray del Championnat National 2. Es internacional con la selección de fútbol de Benín.

## Trayectoria
Allagbé comenzó su carrera deportiva en el ASPAC FC en 2010, abandonando el club beninés en 2014, después de fichar por el Chamois Niortais de Francia.

### Dijon FCO
El 2 de octubre de 2020 fichó por el Dijon F. C. O. de la Ligue 1. Dos días después, el 4 de octubre de 2020, debutó en la Ligue 1, en la derrota del Dijon por 3-0 frente al Girondins de Burdeos.
En julio de 2021 salió cedido al Valenciennes F. C. una temporada, pero en enero de 2022 la cesión se canceló tras la marcha de uno de los porteros del Dijon F. C. O.

## Selección nacional
Allagbé es internacional con la selección de fútbol de Benín, con la que debutó el 16 de junio de 2013 frente a la selección de fútbol de Malí.
En 2019 disputó la Copa Africana de Naciones 2019.

## Clubes
| Club                        | País     | Año       |
| --------------------------- | -------- | --------- |
| ASPAC FC                    | Benín    | 2010-2014 |
| Chamois Niortais F. C.      | Francia  | 2014-2020 |
| Dijon F. C. O.              | Francia  | 2020-2024 |
| Valenciennes F. C. (cedido) | Francia  | 2021-2022 |
| POFC Botev Vratsa           | Bulgaria | 2024-2025 |
| F. C. Chauray               | Francia  | 2025-     |